# Bordissot Verda
Bordissot Verda es un cultivar de higuera de tipo higo común Ficus carica, unífera (con una sola cosecha por temporada, los higos de otoño), con higos de epidermis con color de fondo verde claro con sobre color amarillo verdoso. Se cultiva en la colección de higueras de Montserrat Pons i Boscana en Llucmajor, Islas Baleares.

## Sinonimia
- „Bordissot Verde“,[4][6][7]

## Historia
Actualmente la cultiva en su colección de higueras baleares Montserrat Pons i Boscana, rescatada de un ejemplar o higuera madre localizada en el predio "son Peixet" término de Llucmajor propiedad de Sebastià Julià i Gallard en  La Marina de Llucmajor. A primera vista se puede confundir con 'Bordissot Blanca' pero se diferencia con descriptores muy puntuales, tales como, las fechas de maduración, la proporción de los lóbulos de las hojas en las higueras, y el color de la epidermis de los higos.
La variedad 'Bordissot Verda' es originaria de La Marina de Llucmajor. Esta variedad fue plantada por el padre del mencionado Sebastià Julià entre los años 1880 a 1890 y el cercado aún es conocido familiarmente como "La tanca de la figuera verda".

## Características
La higuera 'Bordissot Verda' es una variedad unífera de tipo higo común. Árbol de vigorosidad mediano-alto, copa de forma redondeada grande, muy densa de ramaje, emisión de rebrotes notable. Prolífica con cosecha en higos de buena calidad. Sus hojas son de 3 lóbulos en su mayoría, y pocas de 5 lóbulos. Sus hojas con dientes presentes márgenes serrados muy marcados, poca pilosidad en el envés, con un ángulo peciolar obtuso. 'Bordissot Verda' tiene mucho desprendimiento de higos, un rendimiento productivo elevado y periodo de cosecha mediano alto. La yema apical cónica de color verde amarillento.
Los frutos de la higuera 'Bordissot Verda' son higos de un tamaño de longitud x anchura:45 x 38mm, con forma urceolada, que presentan unos frutos medianos-grandes, simétricos de forma, uniformes de dimensiones, de unos 35,086 gramos en promedio, cuya epidermis es de un grosor delgado fino, fina al tacto, de consistencia blanda, color de fondo verde claro con sobre color amarillo verdoso. Ostiolo de 3 a 5 mm con escamas grandes rojas. Pedúnculo de 2 a 3 mm cilíndrico verde oscuro. Grietas longitudinales y reticulares escasas. Costillas poco marcadas. Con un ºBrix (grado de azúcar) de 26 de sabor muy dulce, con color de la pulpa rosada. Con cavidad interna mediana-pequeña, con aquenios medianos en gran cantidad. Los frutos maduran durante un periodo de cosecha medio, de un inicio de maduración de los higos sobre el 10 de agosto a 28 de septiembre. Cosecha de gran calidad con rendimiento productivo mediano-alto y periodo de cosecha mediano alto.
Se usa como higos frescos en alimentación humana. Mediana abscisión de pedúnculo y mediana facilidad de pelado. Medianamente sensibles a las lluvias, y a la apertura del ostiolo. Muy sensibles al desprendimiento, y al agriado.

## Cultivo
'Bordissot Verda', se utiliza como higos frescos en alimentación humana. Se está tratando de recuperar de ejemplares cultivados en la colección de higueras baleares de Montserrat Pons i Boscana en Llucmajor.